# Busa Margit
Busa Margit (Budapest, 1914. június 21. – Budapest, 2009. március 6.), Vass Györgyné, V. Busa Margit: könyvtáros, bibliográfus, sajtótörténész, Kazinczy-kutató.

## Pályafutása
A Pázmány Péter Tudományegyetem magyar-latin-történelem szakán diplomázott, 1945-ben avatták doktorrá. 1942–1945 között az egyetem irodalomtudományi intézetének könyvtárosa. 1945-ben került az Országos Széchényi Könyvtárba, ahol 1973-as nyugalomba vonulásáig dolgozott. Előbb a hírlaptár, majd a kézirattár, végül újból a hírlaptár munkatársaként. Közreműködője volt a négykötetes Magyar történeti bibliográfia, 1825-1867 c. műnek. Kutatómunkáját nyugdíjasként is folytatta, főműve, a Magyar sajtóbibliográfia 1705–1867 három kötete 1986-ban és 1996-ban jelent meg.

### Emlékezete
Végakaratában otthoni könyvtárának állományát a Kazinczy Ferenc Társaságnak szánta. A könyv-, kézirat-, dokumentumanyag és levelezés a sátoraljaújhelyi (Széphalom) Magyar Nyelv Múzeumában került elhelyezésre 2009-ben, letétileg. A Busa Margit Könyvtár a Kazinczy-kutatás szolgálatán túl a magyar nyelvtörténettel ismerkedőket is segíti. Kiemelkedő a nyelvújítással, beszédműveléssel kapcsolatos szakirodalom gyűjteménye. Muzeális anyag, állománya folyamatosan gyarapszik. Megnyitására 2010. szept. 29-én került sor.

## Művei
- A Thököly-kódex és kuruckori versei. Egy XVII. századi kéziratos kötet ismertetése; Akadémiai, Bp., 1958 (Irodalomtörténeti füzetek)
- Kazinczy Ferenc Bibliográfia; összeáll. V. Busa Margit; II. Rákóczi Megyei Könyvtár–Herman Múzeum, Miskolc 1981 (Documentatio Borsodiensis)
- Magyar sajtóbibliográfia. A Magyarországon magyar és idegen nyelven megjelent, valamint a külföldi hungarika hírlapok és folyóiratok bibliográfiája; összeáll., szöveggond. Busa Margit; OSZK, Bp., 1986–1996
  - 1/1. Sajtóbibliográfia, 1705–1849; 1986
  - 1/2. Mutatók; 1986
  - 2. 1850–1867; 1996
- Biblia Kazinczy Ferenc szavaival; szerk., szöveggond., utószó, jegyz. Busa Margit; Cserépfalvi, Bp., 1991
- Kazinczy Ferencné Török Sophie levelezése; összeáll., bev., jegyz. V. Busa Margit, sajtó alá rend. Z. Szabó László, tan. V. Busa Margit, Z. Szabó László; Kazinczy Ferenc Gimnázium, Győr, 1986
- Kazinczy Ferenc Pannonhalmán; bev., szerk., szöveggond. végezte Busa Margit; Kazinczy Ferenc Gimnázium, Győr, 1993
- Kazinczy Ferenc bibliográfia. 1. 1980–1990; összeáll. Busa Margit; Kazinczy Ferenc Társaság, Sátoraljaújhely, 1994
- Kazinczy Ferenc utazásai 1773–1831; vál., szerk., jegyz. Busa Margit; Széphalom Könyvműhely–Felsőmagyarország, Bp.–Miskolc, 1995 (Litteraria Hungarica)
- Egy életmű a bibliográfia mérlegén. Barlay Ö. Szabolcs irodalmi és előadói munkásságának adatai; összeáll. Busa Margit; magánkiadás, Bp., 2000
- Kazinczy Ferenc prózai kéziratainak bibliográfiája; összeáll., szerk. Busa Margit; Kazinczy Ferenc Társaság, Sátoraljaújhely, 2001

## Díjak, elismerések
- Kazinczy-emlékérem, 1986
- Szinnyei József-díj (1998)
- Bibliothecaria Emerita kitüntető cím (OSZK, 2006)